# Фаворит (фільм, 1976)
«Фаворит» (рос. «Фаворит») — молдовський радянський двосерійний телевізійний художній фільм 1976 року режисера Василе Брескану за однойменним романом англійського письменника Діка Френсіса.

## Сюжет
Знаменитий жокей Білл Евідсон гине, впавши з коня під час заїзду. Його друг художник Аллан Йорк переконаний, що смерть Білла — вбивство, а не нещасний випадок. Разом з інспектором поліції Лоджем він розробляє хитромудрий план з метою викрити боса мафії, який контролює підпільний тоталізатор на перегонах.

## У ролях
- Арніс Ліцитіс
- Інтс Буранс
- Іон Унгуряну
- Ромуальдас Раманаускас
- Мара Звайгзне
- Гедімінас Карка
- Вадим Вільський
- Ельза Радзиня
- Олександр Сников
- Георгій Хассо
- Кароліс Дапкус
- Михайло Салес
- Геннадій Чулков
- Вадим Вильский
- Вальдас Ятаутіс
- Леонард Дьомін
- Олена Нагорна
- Альоша Іорданов

## Творча група
- Сценарій: Олексій Нагорний, Гелій Рябов
- Режисер: Василе Брескану
- Оператор: Леонід Проскуров
- Композитор: Яків Вайсбурд